# Maximilian Yorck von Wartenburg

Maximilian Graf Yorck von Wartenburg

Graf Hans Ludwig David Maximilian Yorck von Wartenburg (* 12. Juni 1850 in Klein Oels, Landkreis Ohlau, Provinz Schlesien; † 27. November 1900 in Hai-lai, China) war ein preußischer Offizier, Militärattaché und Historiker.

## Leben

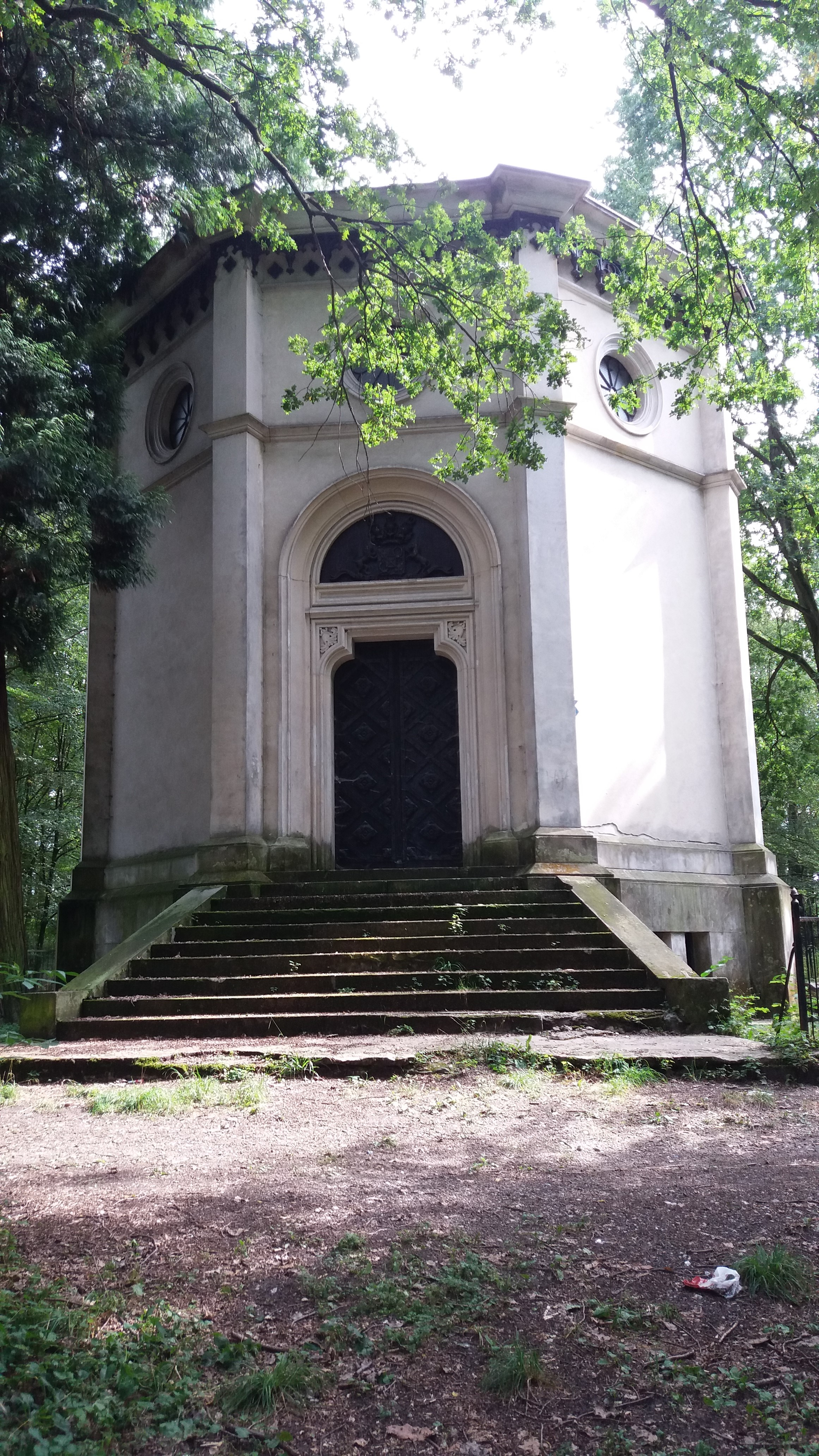
Mausoleum der Grafen Yorck von Wartenburg im Schlosspark von Klein Oels

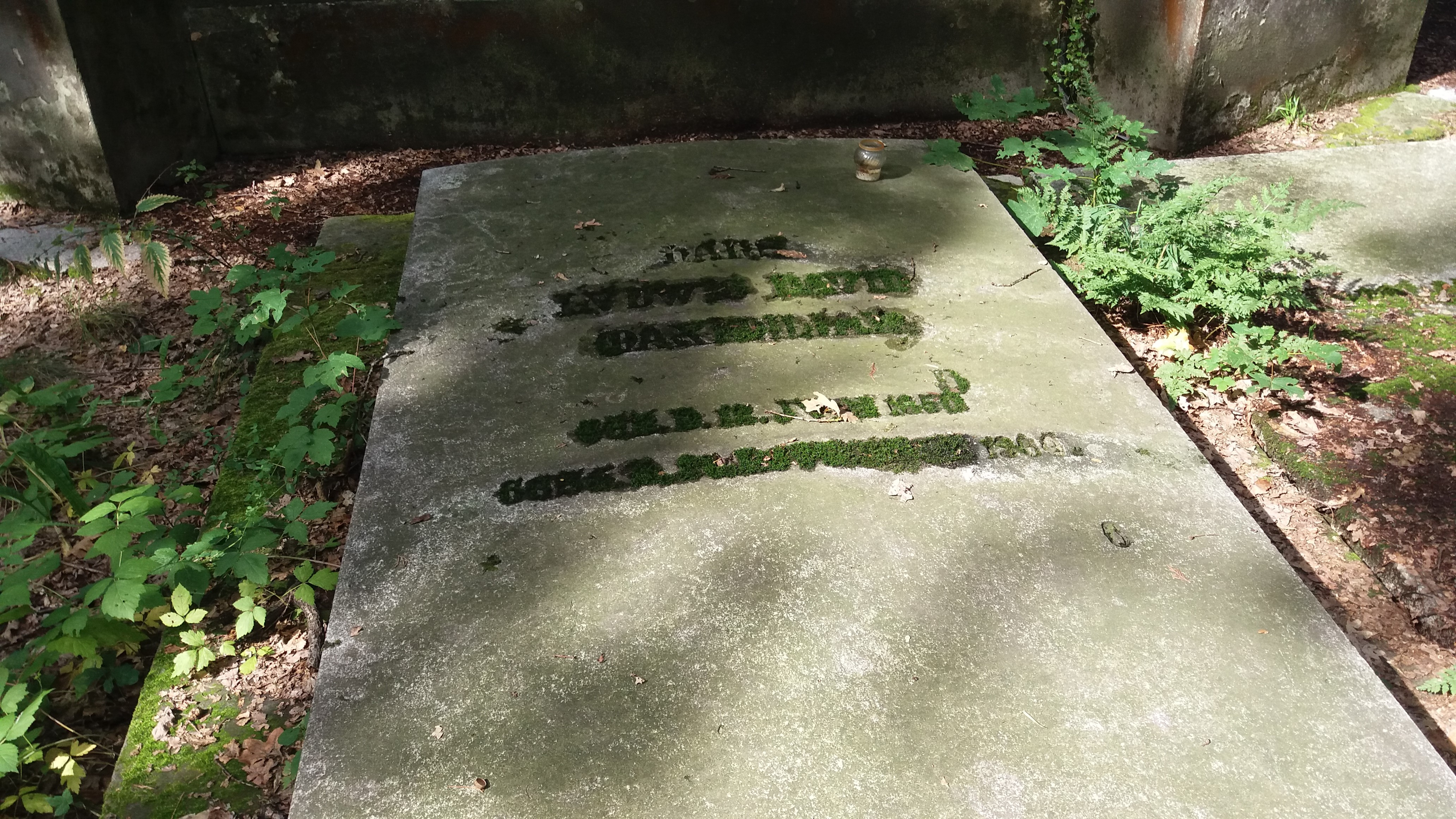
Grabplatte Graf Maximilian Yorck am Mausoleum

Er entstammte dem Adelsgeschlecht Yorck von Wartenburg und war der Sohn des Landedelmanns Ludwig Graf Yorck von Wartenburg (1805–1865) und dessen zweiten Gattin Nina (1824–1901), geborene von Olfers. Väterlicherseits war er ein Enkel des preußischen Generalfeldmarschalls Ludwig Graf Yorck von Wartenburg.
In seiner Jugend wurde Yorck auf dem schlesischen Gut seiner Familie von Hauslehrern unterrichtet. Nach dem Tod seines Vaters siedelte er mit der Mutter und seinen Geschwistern nach Berlin über, wo er das Königliche Französische Gymnasium besuchte. Zu seinen Mitschülern dort zählte unter anderen Gotthilf Weisstein, der Yorck als eine „feine, sensible Natur“ beschreibt, die „den Reichtum an innerem Leben hinter einer gewissen äußeren Schroffheit [und] schweigsamen Starrheit“ verborgen habe. Optisch schildert er Yorck als einen Jungen von „schlanke[r] Gestalt“, mit „ausdrucksvollem Kopf [und] langen blonden Haaren und glänzenden Augen“, im Ganzen eine Erscheinung die „etwas Aristokratisches, Herrschendes an sich“ hatte.
Anlässlich des Ausbruchs des Deutsch-Französischen Krieges im Jahr 1870 verließ Yorck die Schule und trat als Avantageur in ein Ulanenregiment ein. Mit diesem nahm er an den Schlachten von Vionville, Gravelotte, Orléans und Le Mans teil. Später wurde er an der Kriegsakademie ausgebildet, um anschließend Aufgaben im Großen Generalstab zu übernehmen.
1884 wurde Yorck als Militärattaché an die deutsche Botschaft in Wien entsandt, wo ihm die Pflege der militärischen Beziehungen des Deutschen Reiches zur Doppelmonarchie Österreich-Ungarn oblag. 1885 wurde er zum Militärattaché nach Sankt Petersburg versetzt, wo er bis 1893 blieb. Von diesem Posten aus spielte er in den Jahren 1887 bis 1890 eine Rolle bei den politischen Auseinandersetzungen, die schließlich im Sturz des Reichskanzlers Otto von Bismarck mündeten: Als Anhänger des Generalstabschefs Alfred von Waldersee, versorgte Yorck diesen – wie auch die Attachés in Wien, Rom und Paris – mit Berichten, die ein schlechtes Licht auf die Bismarcksche Außenpolitik – und somit indirekt ihren Urheber – warfen. Waldersee nutzte diese Berichte, die er dem jungen Kaiser Wilhelm II. vorlegte, um Stimmung gegen den Kanzler zu machen. Auf diese Weise wurde der Monarch ein Stück weit gegen seinen Kanzler eingenommen, was mit zu dessen Sturz führte. Bereits 1889 hatte Yorck in Samm Josephine von Bronikowski (1858–1924) geheiratet.
1893 kehrte Yorck im Range eines Obersten in den Großen Generalstab zurück, in dem er die Leitung der 1. Abteilung übernahm. Daneben unterrichtete er als Lehrer an der Kriegsakademie. Ferner veröffentlichte Yorck einige militärhistorische Schriften. Herauszuheben unter diesen ist seine 1897 anonym veröffentlichte Weltgeschichte in Umrissen, für die der Graf zu Limburg-Stirum das Vorwort beisteuerte. In der DDR wurde das Buch in die Liste der auszusondernden Literatur aufgenommen.
1900 wurde Yorck mit dem deutschen Expeditionskorps zur Niederschlagung des Boxeraufstands nach China entsandt, wo er durch einen Unglücksfall (Kohlenmonoxidvergiftung) ums Leben kam. Er wurde später an der Familiengruft der Yorck von Wartenburgs im Schlosspark von Klein Oels beigesetzt.

## Schriften
- Napoleon als Feldherr. 2 Bde., Berlin 1885–1886. (Digitalisat Teil 1, 4. Aufl.)
- Kurze Übersicht der Feldzüge Alexanders des Großen. Berlin 1897.
- Weltgeschichte in Umrissen. Federzeichnungen eines Deutschen. Ein Rückblick am Schlusse des neunzehnten Jahrhunderts. Berlin 1897. (Digitalisat)
- Das Vordringen der russischen Macht in Asien. Berlin 1900. (Digitalisat)
- Vaterländische Sorgen. Zwei Reden und ein Brief. Berlin 1917.